# Teymour Ghiassi
Teymour Ali Ghiassi  (né le 12 avril 1946 à Dargaz) est un athlète iranien, spécialiste du saut en hauteur.

## Biographie
Vainqueur des Jeux asiatiques de 1970, à Bangkok, il remporte la médaille d'or du saut en hauteur lors des championnats d'Asie 1973, à Djakarta, et 1975, à Séoul.
En 1974, lors des Jeux asiatiques de Téhéran, Teymour Ghiassi remporte le concours devant le Chinois Ni Chih-Chin en établissant un nouveau record d'Asie avec 2,21 m.

### Palmarès
| Date | Compétition         | Lieu    | Résultat | Épreuve         | Performance |
| ---- | ------------------- | ------- | -------- | --------------- | ----------- |
| 1966 | Jeux asiatiques     | Bangkok | 3e       | Saut en hauteur | 2,00 m      |
| 1970 | Jeux asiatiques     | Bangkok | 1er      | Saut en hauteur | 2,06 m      |
| 1973 | Championnats d'Asie | Manille | 1er      | Saut en hauteur | 2,15 m      |
| 1974 | Jeux asiatiques     | Téhéran | 1er      | Saut en hauteur | 2,21 m      |
| 1975 | Championnats d'Asie | Séoul   | 1er      | Saut en hauteur | 2,14 m      |

### Records
| Épreuve         | Performance | Lieu    | Date              |
| --------------- | ----------- | ------- | ----------------- |
| Saut en hauteur | 2,21 m      | Téhéran | 13 septembre 1974 |